# Begonia floccifera
Begonia floccifera es una especie de planta perenne perteneciente a la familia Begoniaceae. Es originaria de la India donde se encuentra en Kerala y Tamil Nadu.

## Taxonomía
Begonia floccifera fue descrita por Richard Henry Beddome y publicado en Icones plantarum Indiae orientalis; ... 1: 23, pl. 111. 1874.
Etimología
Begonia: nombre genérico, acuñado por Charles Plumier, un referente francés en botánica, honra a Michel Bégon, un gobernador de la excolonia francesa de Haití, y fue adoptado por Linneo.
floccifera: epíteto que deriva de las palabras griegas: corium, κοριον = "de cuero" y aceus = "semejanza".